# 岡山東中央病院
岡山東中央病院（おかやまひがしちゅうおうびょういん）は、岡山医療生活協同組合が岡山県岡山市中区に設置する病院。

## 概要
128床(個室6床)を備える。1室4人以下、1人あたりの床面積6.4㎡以上で、機能訓練・浴室・患者用食堂を有するなど厚生労働大臣が定める療養病棟療養環境1の基準を満たす療養型病院である。
全日本民主医療機関連合会（民医連）に加盟している。

## 沿革
- 1989年　岡山医療生活協同組合の南部の拠点として、民間病院を再開
- 1999年　128床に増床
- 2003年　療養型病院として運営
- 2017年10月　地域包括ケア病床16床開設

## 診療科
- 内科[2]
- 循環器科(循環器内科)[2]
- 整形外科[2]
- 皮膚科[2]
- リハビリテーション科[2]
- 放射線科[2]

## 医療機関の認定
- 保険医療機関[2]
- 労災保険指定医療機関[2]
- 身体障害者福祉法指定医の配置されている医療機関[2]
- 生活保護法指定医療機関(中国残留邦人等の円滑な帰国の促進並びに永住帰国した中国残留邦人等及び特定配偶者の自立の支援に関する法律に基づく指定医療機関を含む。)[2]
- 原子爆弾被爆者一般疾病医療取扱医療機関[2]
- 公害医療機関[2]
- 在宅療養支援病院[2]
- 無料低額診療事業実施医療機関[2]

## 差額ベッド代について
病院の理念により、差額ベッド料（個室料）を徴収していない。

## 交通アクセス
- JR岡山駅からのアクセス
  - 岡電バス「新岡山港」「岡山ふれあいセンター」行きに乗車、「倉田北」停留所下車徒歩1分[3]

## 関連施設
- 岡山協立病院 - 岡山医療生活協同組合が岡山市中区赤坂本町に設置する総合病院(救急告示病院)。
- 岡山医療生活協同組合 - 当院運営法人。

## 周辺
- 中国銀行 平井支店
- トマト銀行 平井支店
- 山陽マルナカ 平井店